# Таска, Мартин
Мартин Таска (эст. Martin Taska; 9 декабря 1986, Вильянди) — эстонский футболист, левый полузащитник и защитник, игрок в мини-футбол и пляжный футбол. Выступал за сборную Эстонии по мини-футболу.

## Биография
Воспитанник клуба «Тулевик» (Вильянди). Во взрослом футболе дебютировал в октябре 2002 года в клубе первой лиги Эстонии «Элва», позднее выступал во второй лиге за «ХЮЙК» (Эммасте). Летом 2003 года перешёл в «Валгу», в её составе сыграл дебютный матч в высшем дивизионе Эстонии 13 августа 2003 года против «Транса». Свой первый гол в элите забил 9 июля 2004 года в ворота «Лоотуса».
Летом 2005 года перешёл в таллинскую «Флору», где за первые полсезона сыграл 13 матчей и забил один гол, а его клуб впервые за долгое время не попал в тройку призёров. В начале следующего сезона сыграл только один матч за основу «Флоры» и летом 2006 года был отдан в аренду в «Валга Уорриор». В 2007 году снова выступал за «Флору», сыграл 18 матчей, забил 4 гола и стал серебряным призёром чемпионата. Участник матча Кубка УЕФА 2007/08 против норвежской «Волеренги». В 2008 году выступал только за дубль «Флоры».
После ухода из столичного клуба вернулся в родной город и два года выступал за «Тулевик». В конце 2010 года «Тулевик» добровольно покинул высшую лигу, после этого футболист завершил профессиональную карьеру. В дальнейшем выступал на любительском уровне в низших лигах.
Всего в высшем дивизионе Эстонии сыграл 150 матчей и забил 8 голов.
В 2010—2017 годах выступал в чемпионате Эстонии по футзалу (мини-футболу) за таллинский «Аугур». Также в составе этого клуба принимал участие в чемпионатах страны по пляжному футболу. После некоторого перерыва с 2021 года стал играть в футзальном чемпионате за клуб «Кохила». В 2011—2017 годах выступал за сборную Эстонии по мини-футболу, провёл 27 матчей и забил 4 гола.

## Достижения
- Серебряный призёр чемпионата Эстонии по футболу: 2007